# NGC 6875
NGC 6875 este o galaxie situată în constelația Telescopul. A fost descoperită în 1 iulie 1834 de către John Herschel.